# ラストチャンス 再生請負人
『ラストチャンス 再生請負人』（ラストチャンス さいせいうけおいにん）は、江上剛による経済小説である。銀行の再建に奔走した時の、江上自身の経験をもとに書いた作品。
徳間書店の月刊小説誌『問題小説』に2011年1月号から11月号まで『人生、七味とうがらし』の題名で掲載され、2011年12月31日に『人生に七味あり』に改題されて徳間書店から単行本が刊行された。
2018年4月13日、講談社文庫の刊行時に『ラストチャンス 再生請負人』に再び改題された。
2018年7月期に、テレビ東京系「ドラマBiz」でテレビドラマ化された。

## あらすじ
WBJ銀行証券部で企業再生業務に携わっている樫村徹夫は、ある日突然、菱光銀行と合併してWBJ菱光銀行になると聞いて動揺する。合併とは名ばかりで吸収されるのは明白だったからだ。同僚が次々と退職していく中、宮内亮の送別会の帰りに気まぐれで占い師の老女に占ってもらったところ、今までは単調で味気ない人生だったが、これからは七味とうがらしがきいた本当の人生が待ち受けていると予知される。
WBJ菱光銀行でこれからの待遇に不安を感じていた徹夫にWBJ菱光カードへの出向が言い渡され、これを機についに退職を決める。なかなかいい転職先が見つからない中、投資会社「ジャパン・リバイバル・ファンド（通称：JRF）」の山本知也から声をかけられて、飲食フランチャイズ会社「デリシャス・フード・システム（通称：DFS）」のCFOに就く。再建のためDFSの実態を調べると上場廃止になりかねない想像以上の酷さで、大友勝次に報告すると激高し社長を辞めると言い出す。その経緯とこれからの対処を山本に相談すると、社長になってくれと言われてしまう。躊躇する徹夫だったが、再建に挑戦してみたい気持ちもあって引き受け社長に就任する。しかし、DFSの再建は予想以上に困難を極める。

## 登場人物

### 樫村家
樫村徹夫（かしむら てつお）〈44〉
東京大学経済学部卒。職場結婚の妻・明子と小学4年生の長男・幸太郎の3人家族。
WBJ銀行証券部に勤めていた時は昇格も順調だったが、菱光銀行と合併しWBJ菱光銀行になってから、WBJ菱光カードに出向になったことで退職を決める。
飲食フランチャイズ「DFS」の再建のためにCFOとして就任し、のちに社長。
樫村明子（かしむら あきこ）
徹夫の妻。短大卒だが結婚後に大学卒業資格取得。
専業主婦だったが、徹夫がDFS社長に就任したのを機にWBJ菱光銀行にパートタイムに出る。

### デリシャス・フード・システム
岸野聡（きしの さとし）
財務部長。のちに執行役員。
会社創業時から関わっていて、前オーナー・結城を全面的に支持している。
渋川栄一郎（しぶかわ えいいちろう）
常務執行役員（加盟店募集担当役員）。
大友勝次（おおとも かつじ）
CEO、社長。元菱光銀行。
柏木隆一（かしわぎ りゅういち）
財務部員。
水島圭吾（みずしま けいご）
フランチャイズ店 業態担当。
久原佳奈（くはら かな）
総務。

### その他
宮内亮（みやうち りょう）
私立大学卒。徹夫と同期入行で入行店も同じ。WBJ菱光銀行を退職し、電子部品メーカーの役員になる。
山本知也（やまもと ともや）
投資会社「JRF」の雇われ社長。徹夫に再就職先を持ち掛ける。
結城伸治（ゆうき しんじ）
飲食フランチャイズ会社 「DFS」の創業者で前オーナー。元は信用金庫の職員だった。
杉山誠三（すぎやま せいぞう）
WBJ菱光銀行 営業第一課課長。
鈴波孝也（すずなみ たかや）
WBJ菱光銀行 銀座通り支店長。
小沢幸太郎（おざわ こうたろう）
伊坂商事 常務取締役。元菱光銀行で大友と同期。
岡田十和子（おかだ とわこ）
「さつま西郷」経営、「十和子フード」社長。徹夫にアドバイスする。
塩田（しおた）
ランニングサークルのリーダー。徹夫に岡田十和子を紹介する。
龍ヶ崎司郎（りゅうがさき しろう）
有限会社 「龍門興業」代表。「DFS」の豊島での『焼きとりのとり五郎』の権利を買ったフランチャイズオーナー。
里谷（さとや）
新宿での『博多人情』の権利を買ったフランチャイズオーナー。龍ヶ崎と同じ金融業で『キングローン』という会社の人物。関西弁を話す。

## 書籍情報
- 単行本『人生に七味あり』：2011年12月31日、徳間書店、ISBN 978-4-19-863305-9
- 文庫本『人生に七味あり』：2013年12月6日、徳間文庫、ISBN 978-4-19-893769-0
- 文庫本『ラストチャンス 再生請負人』：2018年4月13日、講談社文庫、ISBN 978-4-06-293889-1

## テレビドラマ
『ラストチャンス 再生請負人』のタイトルで2018年7月16日から9月3日まで毎週月曜22時 - 22時54分にテレビ東京系「ドラマBiz」の第2作として放送された。主演は仲村トオル。

### キャスト

#### 樫村家
樫村徹夫
演 - 仲村トオル
ちとせ銀行の投資部門で活躍していたが、ライバル行の菱光銀行主導による合併をきっかけに退職。とある事からCEO・社長として「デリシャス・フード」の再建に取り組む。
樫村明子
演 - 長谷川京子
徹夫の妻。ちとせ銀行の元社員。
樫村幸太郎〈13 → 14〉
演 - 渡邉蒼
徹夫の長男。中学生。
樫村遥香
演 - 佐々木七海
徹夫の長女。高校生。

#### デリシャス・フード
佐伯隆一
演 - 和田正人
財務部員。
岸野聡
演 - 勝村政信
財務部長。創業時から関わっており、会社の内情をよく知っている。
大友勝次
演 - 本田博太郎
「デリシャス・フード」のフランチャイズ展開における営業パートナーである「ジャパン・リンケージ」からCEOとして派遣されていたが、第3話で辞任する。その後、宮内の「エムズビジネスパートナーズ」に専務として加わる。
元菱光銀行の支店長職。
渋川栄一郎
演 - 石井正則
営業部長。
久原佳奈
演 - 中川知香
総務。

##### チェーン店
山根
演 - 荒井敦史
ジンギスカン料理「モンゴルの空」直営店店員。
中野美由紀
演 - 藤本泉
中華料理「北京秋天」直営店に勤務するデリシャス・フード社員。佐伯の恋人。
松田麗子
演 - 渡辺舞
中華料理「北京秋天」直営店店員。

#### その他
宮内亮
演 - 椎名桔平
ちとせ銀行で徹夫と同期。東大卒のエリート。
銀行を退職し、経営コンサルティング「エムズビジネスパートナーズ」社長。
第3話で「デリシャス・フード」とコンサルティング契約を結ぶが、第5話で契約を解消する。
稲垣
演 - 佐伯大地
経営コンサルティング「エムズビジネスパートナーズ」。宮内の部下。
山本知也
演 - 大谷亮平
投資ファンド「グローバル・リバイバル・ファンド（通称：GRF）」社長。
「デリシャス・フード」筆頭株主。
岡田十和子
演 - 水野美紀
外食産業「十和子フード」社長。
杉山誠三
演 - 町田啓太
ちとせ銀行 投資銀行部 → ちとせ菱光銀行 港南支店融資課でメインバンクとして「デリシャス・フード」を担当。
徹夫の元部下。
塩田和男
演 - 嶋田久作
ジャズバー店主。徹夫のマラソン仲間。
豊川
演 - 林和義
ジャズバーの客。徹夫のマラソン仲間。
吉岡
演 - 水野智則
ジャズバーの客。徹夫のマラソン仲間。
占い師
演 - ミッキー・カーチス
小沢幸太郎
演 - 竜雷太（特別出演）
伊坂商事 常務取締役。
結城伸治
演 - 池田成志
「デリシャス・フード」の創業者で元社長。
片平耕介
演 - 岩松了
メガフランチャイジー「カタヒラ食品」社長。
龍ヶ崎司郎
演 - 大鷹明良
「龍門興業」社長。「デリシャス・フード」と契約したフランチャイズオーナー。
菱光銀行頭取（ちとせ銀行との合併先）
演 - 江上剛（第1話）

### スタッフ
- 原作 - 江上剛『ラストチャンス 再生請負人』（講談社文庫刊）
  - 原作協力 - オフィス・トゥー・ワン
- 脚本 - 前川洋一
- 演出[7] - 本橋圭太
- 主題歌 - 村松崇継「Starting over」(Climbing Records)[8]
- 音楽 - 村松崇継
- ナレーター - 野沢春日（テレビ東京アナウンサー）
- 監修 - アレスパートナーズ
- ランニング指導 - 鳥光健仁
- 技術協力 - ビデオフォーカス、サウンドライズ
- 照明協力 - Kカンパニー
- 美術協力 - テレビ朝日クリエイト
- 音響効果 - pinpoon
- 編集・MA - ザ・チューブ
- チーフプロデューサー - 稲田秀樹（テレビ東京）
- プロデューサー - 川村庄子（テレビ東京）、松野千鶴子（アズバーズ）、木川康利（アズバーズ）
- 制作協力 - アズバーズ
- 製作著作 - テレビ東京

### 放送日程
| 各話                                                         | 放送日  | ラテ欄                                               | 視聴率 |
| ------------------------------------------------------------ | ------- | ---------------------------------------------------- | ------ |
| 第1話                                                        | 7月16日 | 中年リストラ男崖っぷち会社を再建!? 社員と家族を守れ! | 6.1%   |
| 第2話                                                        | 7月23日 | 負債100億の最悪会社と社員を救え!                     |        |
| 第3話                                                        | 7月30日 | 最悪の社長就任! 裏切りの続出にまさかの協力者!?       |        |
| 第4話                                                        | 8月06日 | 家庭と仕事の板挟み…再起をかけた新メニュー!           |        |
| 第5話                                                        | 8月13日 | 倒産危機でついに土下座! 運命の決断                   |        |
| 第6話                                                        | 8月20日 | 業績回復! 海外進出に望み繋ぐも…女神が豹変?           |        |
| 第7話                                                        | 8月27日 | 怒涛の最終章! 奇跡の大ドンデン返し                   |        |
| 最終話                                                       | 9月03日 | 負債130億円からの再生! 人生の奇跡                    |        |
| （視聴率はビデオリサーチ調べ、関東地区・世帯・リアルタイム） |         |                                                      |        |

- 第1話は、22時 - 23時9分の15分拡大放送。

| テレビ東京系 ドラマBiz                             | テレビ東京系 ドラマBiz                                        | テレビ東京系 ドラマBiz                             |
| 前番組                                             | 番組名                                                        | 次番組                                             |
| -------------------------------------------------- | ------------------------------------------------------------- | -------------------------------------------------- |
| ヘッドハンター （2018年4月16日 - 6月4日）          | ラストチャンス 再生請負人 （2018年7月16日 - 9月3日）          | ハラスメントゲーム （2018年10月15日 - 12月10日）   |
| テレビ東京 月曜21:54 - 22:00枠                     |                                                               |                                                    |
| ヘッドハンター みどころ （2018年4月16日 - 6月4日） | ラストチャンス 再生請負人 みどころ （2018年7月16日 - 9月3日） | サラブレッドの担い手たち （2018年10月 - 12月24日） |